# HD 147513
HD 147513，又名62 G. Scorpii、CD-3810983，SAO 207622、HR 6094，是一颗位於天蠍座的恒星，视星等为5.4，位于銀經341.62，銀緯7.21，其B1900.0坐标为赤經16h 17m 14.7s，赤緯-38° 7.21′ 33″。該恆星最早由義大利天文學家朱塞普·皮亞齊編入他的星表，編號為 XVI 55。
該恆星是一顆類似太陽的黃矮星，質量稍低於太陽，年齡只有約4億年，距離地球約40光年。
HD 147513被認為可能是變星。

## 行星系統
2002年，日內瓦系外行星搜尋小組宣布在該恆星旁發現一顆系外行星。
| 成員 (依恆星距離) | 质量     | 半長軸 (AU) | 轨道周期 (天) | 離心率      | 傾角 | 半径 |
| ----------------- | -------- | ----------- | ------------- | ----------- | ---- | ---- |
| b                 | >1.21 MJ | 1.32        | 528.4 ± 6.3   | 0.26 ± 0.05 | —    | —    |

## 外部連結
- . The Extrasolar Planets Encyclopaedia.   [2012-11-16]. （原始内容存档于2012-02-29）.
- . Extrasolar Visions.   [2012-11-16]. （原始内容存档于2011-06-05）.